# Osvaldo Mariño
Osvaldo Mariño Fernández (* 19. Juli 1923 in Montevideo; † 20. September 2007) war ein uruguayischer Schwimmer und Wasserballspieler.
Mariño gehörte dem uruguayischen Aufgebot bei den Olympischen Sommerspielen 1948 in London an. Bei den Spielen in England war er Mitglied der Wasserballmannschaft und belegte mit dem Team nach zwei Niederlagen gegen Belgien (1:10) und die USA (0:7) den 13. Platz im von Italien gewonnenen olympischen Turnier. Er nahm zudem mit der uruguayischen Mannschaft an den Panamerikanischen Spielen 1951 in Buenos Aires teil. Dort startete er im Schwimmen.
Mariño hinterließ seine Witwe und vier Kinder. Er wurde auf dem Cementerio del Buceo beigesetzt.